# Mohammed Hussain
Sayed Mohammed Hussain  (1. listopada 1911. – 28. veljače 1977.) je bivši indijski hokejaš na travi. 
Osvojio je zlatno odličje na hokejaškom turniru na Olimpijskim igrama 1936. u Berlinu igrajući za Britansku Indiju. Odigrao je četiri susreta (uključujući i završnicu) na mjestu braniča.

## Vanjske poveznice
- Profil na Database Olympics